# Центр міської історії Центрально-Східної Європи
Центр міської історії центрально-східної Європи — незалежна науково-дослідницька установа, заснована у 2004 році австрійським дослідником доктором Гаральдом Біндером у Львові. Інституція створює простір для дослідників та дослідниць з метою підтримки їхньої діяльності. Центр зосереджується на дослідженнях Центрально-Східної Європи та її історії, спадщини та документуванні.
З моменту відкриття Центр мав трьох директорів: др. Андрій Заярнюк (2006–2007), др. Тарік Сиріл Амар (2007–2010) та др. Софія Дяк (2010–сьогодення).
Важливою складовою ідентичності Центру міської історії є будівля на вул. Богомольця, 6, де розташований офіс. Будинок було відреставровано, приміщення розширено та адаптовано під офісні (конференц-зал, виставковий простір, бібліотека), додано гостьові кімнати та кав'ярню. 

Логотип Центру

## Діяльність Центру
Центр сприяє розвиткові досліджень у царині міської історії Центрально-Східної Європи й зокрема міст України, розвиває міжнародну співпрацю зі спорідненими науковими інституціями в Україні та закордоном. Робота Центру тісно пов’язана з чотирма головними напрямками: академічне, цифрове, публічне та освітнє.

### Академічне
Академічна діяльність інституції має різні формати, серед яких дослідницькі проєкти, зосереджені навколо декількох тематик, конференції і воркшопи, семінари, лекції, презентації та круглі столи. Ці заходи залучають дослідників, які працюють у Центрі або афілійовані з Центром, а також науковців і експертів з різних країн та установ у сферах, які мають прямий або непрямий стосунок до міської історії. Ці зв'язки і заходи дозволили Центру сформуватися як дослідницькій установі та стати майданчиком для обговорень і обміну дослідницькими ідеями і результатами. Відображаючи складнощі міських досвідів, наші дослідницькі проєкти охоплюють кілька дисциплін — історію, соціологію, урбаністику, історію архітектури, візуальні студії і цифрову гуманістику від XIX століття і до сьогодні. Центр надає науковцям стипендії, проводячи в січні конкурс стипендіальних програм.

### Цифрове
Цифрова діяльність Центру містить в собі роботу над чотирма міськими проєктами: Інтерактивний Львів, Міський медіаархів, Вулиці Львова. Ці проєкти покликані збирати та зберігати фрагменти міської історії міста Львова, а саме дані про зміну назв вулиць, їхній вигляд на картах, підбірку важливих будинкових ансамблів та їхню історію тощо. 
Один із найбільших проєктів Центру — «Інтерактивний Львів» — онлайн-енциклопедія, головною ідеєю якої є вивчення та представлення історії місць та просторів. Від 2007 року проєкт підготував понад тисячу текстів про історію будівель, організацій та постатей. Тексти дослідників супроводжують фотографії, архівні матеріали та інтерв'ю. 
Міський медіаархів Центру міської історії зберігає близько 40 ТВ оцифрованих або створених у цифрових форматах візуальних, аудіовізуальних та аудіоресурсів, які показують місто та розповідають про міське життя Центральної та Східної Європи XIX-XXI століть. Всі матеріали доступні до перегляду та використання в особистих дослідженнях на сайті інституції.
«Вулиці Львова» — це база даних з інформацією про сучасні та історичні назви вулиць та площ Львова, що базується на сучасній карті міста та дозволяє користувачам досліджувати його різноманітні історичні аспекти. У проєкті зібрано та систематизовано інформацію, доступну у довідкових виданнях, а також проведено дослідження путівників, адресних книг.

### Публічне
Інституція активно працює над комунікацією з містянами через виставки, дискусійні програми та проєкт розархівування. Всі публічні події, які проводяться Центром, є вільними для відвідування. Лише у 2023 році Центр провів серію лекцій про досвіди модерності у Львові «І буде місто…», оприлюднив серію публікацій «Травми і відбудови: Як ми житимемо після війни?» в медіа, а також записав серію відеолекцій «Відбудова України: Хто має право на участь?».
Отримувати інформацію про лекції, воркшопи тощо можна через основний сайт інституції або через соцмережі у Facebook та Instagram.

### Освітнє
У 2018 році Центр створив некомерційну освітню платформу, що у 2023 році була перезапущена під назвою «REESOURSES: Переосмислюючи Східну Європу». Платформа надає матеріали, що мають на меті децентралізувати навчальні програми з історії Східної Європи шляхом урізноманітнення використовуваних у викладанні джерел. Ресурси, представлені на платформі доступні локальними мовами українською, польською, їдишем, німецькою та іншими мовами, а також перекладені на англійську і таким чином удоступнені для ширшого кола читачів. Матеріали впорядковуються за п'ятьма  форматами (Першоджерела, Модулі, Онлайн-курси, Силабуси та Рефлексії) та містять текстові, фото-, аудіо- чи відеодокументи. Платформа пропонує вибірку тем як-от: гендер, мистецтво, Голокост, міський простір, спадщина тощо.
Окрім освітньої платформи, установа також проводить літні школи та пропонує для ознайомлення курси, розроблені у співпраці з провідними українськими та іноземними університетами та інституціями. Пропозиція актуальна не лише для студентів університетів-партнерів, а й для усіх, хто цікавиться історією.

## Діяльність від початку повномасштабного вторгнення
Від початку повномасштабного вторгнення Центр взяв на себе роль тимчасового прихистку для всіх потребуючих в приміщеннях Центру. З березня та до початку квітня 2022 року інституція призупинила професійну діяльність та сфокусувала увагу на потребах прихистку. З часом, дослідники Центру почали інтерв'ювати тих, хто зупинявся в стінах інституції, з чого було сформовано  усноісторичну ініціативу «24.02.22, 5 ранку: Свідчення з війни». Проєкт триває досі під керівництвом соціологині та дослідниці Центру др. Наталії Отріщенко. 
Дослідники Центру проводили екскурсії для внутрішньо-переселених осіб, аби надати можливість познайомитися з містом. Також, було проведено ряд онлайн-подій, таких як виставка «Екологія у фокусі» та конференцій.  Сам прихисток функціонував до серпня місяця 2022 року. Після цього Центр поступово почав повертатися до академічної  діяльності. 
Цей досвід спонукав установу розширити фокус своєї уваги на документування війни та досвід її переживання. Так з'явився ряд проєктів: 
- «Щоденники та сни війни»[4] — проєкт під керівництвом Др. Богдана Шумиловича, Доц. Ігора Колесника та викладачки психології УКУ Наталки Ільчишин. Ініціатива зосереджується на дослідженні щоденників та сновидінь учасників проєкту від початку повномасштабного вторгнення в Україну у 2022 р.;
- «Телеграм-архів війни»[5] зберігає повідомлення з телеграм-каналів про війну в Україні з 24 лютого 2022 року. В колекцію входять волонтерські канали, чати пошуків житла, евакуації, інформування про повітряні тривоги, ЗМІ, гумор та меми тощо. Проєкт проводиться під кураторством Тараса Назарука, координатору архіву, керівника проєктів цифрової історії Центру міської історії, докторант FernUniversität in Hagen. Про проєкт згадано в таких публікаціях як ZZF Podcast,[6] Deutschlandfunk Kultur[7], Детектор медіа[8] та в інших новинних ресурсах;
- «Візуальна документація війни»[9] фокусується на документуванні фото та відео свідчень про російсько-українську війну. Проєктом займаються керівниця проєкту «Міський медіаархів» Анастасія Холявка та головний архівіст, дослідник Олександр Маханець.

Наразі інституція продовжує свою діяльність у звичних сферах академічного, цифрового, публічного та освітнього. 

## Співпраці
Центр співпрацює з численною кількістю дослідників та установ в Україні та за кордоном. Серед них: Collegium Helveticum, Центр Людвіка Флєка, Цюріх, Department of History at Columbia University, New York, EHRI — Європейська інфраструктура дослідження Голокосту, Амстердам, Єльський університет, Канадський інститут українських студій, Едмонтон, Кембриджський університет, Львівська міська рада, Львівська обласна рада, GIZ, Муніципальний розвиток та оновлення старої частини міста Львова, NECS — Європейська мережа кінематографічних і медіастудій, Марбург, URBAN бібліотека, Львів, Арт центр «Фабрика повидла», Львів тощо.